# 석수민
석수민(石受珉, 1077년 ~ 1160년)은 고려의 무신이다. 본관은 충원(忠原)이다. 아버지는 검교대장군(檢校大將軍) 석신(石信)이다.

## 생애
무반 가문에서 태어나서 개경 남부(南部) 안신방(安申坊) 제1리에 살았다. 1105년(숙종 10)에 판강신호위(判羗神虎衛) 제1대정(隊正)이 되었다. 1145년(인종 23)에 예빈랑 응양군대장군(禮賓郞 鷹揚軍大將軍)에 올랐고, 태자좌감문솔부솔(太子左監門率府率)에 임명되어 태자의 호위를 담당하였으며 3년 뒤에 치사(致仕)하였다. 1160년(의종 14)에 84세로 졸하였다. 슬하에 2남 3녀가 있었다.